# Демократична България
„Демократична България“ e дясноцентристка политическа коалиция, съставена от политическите партии „Да, България!“ и ,,Демократи за силна България“ (ДСБ) , учредена на 12 април 2018 г. До 15 април 2024 г. в коалицията участва и „Зелено движение“.

## История
Обединението „Демократична България“ е обявено официално чрез символичното подписване на декларация, озаглавена „Демократична България може повече“. Трите партии се обединяват, след като няколко месеца водят разговори за сътрудничество на следващите избори. В своя манифест обединението излага основните си цели, сред които са да бъде алтернатива на сегашното управление и да затвърди демократичните ценности и евро-атлантическия избор на България.

## Структура
Съюзът „Демократична България“ има двама съпредседатели – Христо Иванов („Да, България!“) и Атанас Атанасов („Демократи за силна България“). В политическия съвет, където се взимат решенията на обединението, участват и съпредседателите на „Зелено движение“ Владислав Панев.

## Политически позиции
Обединението е обявило своите позиции в сферите финанси, екология и отбрана.
Политически цели:
- Благосъстояние и качество на живот на българските граждани;
- Конкурентна икономика и ускорен икономически растеж;
- Устойчиво управление на природните ресурси.

### Финанси
Сред приоритетите на обединението е членството на България в Еврозоната и в Европейския Банков съюз, намаляване на бюджетните разходи до 1/3 от БВП и данъчна реформа (намаляване на ДДС от 20% на 18%; необлагаем минимум за Данък общ доход; необлагане на реинвестираната печалба).

### Отбрана
В сектора отбрана обединението търси обществена подкрепа за въоръжените сили чрез Обществен договор за отбранителна политика.

### ЛГБТ
През 2021 г. в декларация, която ангажира кандидатите за народни представители с обещание към ЛГБТ избирателите, обединението обявява, че ще работи за видимост и в защита на интересите на ЛГБТ хората в България. Декларацията е подписана в 80 % от кандидатите на Демократична България.

## Участия в избори
„Демократична България“ участва в изборите за определяне на българските депутати в Европейския парламент на 26 май 2019 г.
За да определи своите кандидати, „Да, България!“ провежда за пръв път в България електронно и дистанционно гласуване. Желаещите да гласуват, го правят електронно чрез мобилното приложение на „Да, България!“ или по пощата след регистрация. В предварителните избори имат право да гласуват всички членове и симпатизанти на „Да, България!“, както и всеки получил поĸана от членовете на партията. Изборният процес започва на 27.11.2018 г., а резултатите са обявени на 11.02.2019 г. Гласуват общо 5898 души, а кандидатът с най-много гласове е дипломатът Стефан Тафров.
Първоначално кандидатът на „Демократи за Силна България“ за изборите за Европейския парламент е Светослав Малинов. Той е издигнат чрез резолюция по време на Националното съвещание на ДСБ на 12.11.2018. Светослав Малинов е депутат в Европейския парламент от 2009 година, член на Европейската народна партия (ЕНП).
Впоследствие кандидатурата на Светослав Малинов е сменена с тази на Радан Кънев.
На 22 февруари 2019, партия „Зелено движение“ обявява за свой водещ кандидат за предстоящите избори за Европейски парламент Албена Симеонова. Симеонова, която е природозащитник и предприемач в сферата на биологичното земеделие, е избрана чрез онлайн гласуване в Националния Съвет на партията. За неин подгласник е обявен Росен Богомилов.
„Демократична България“ се явява с обща листа на изборите за евродепутати. Печели само Радан Кънев и става евродепутат.
На 27 октомври 2019 г. се провеждат местни избори в Република България. „Демократична България“ не печели нито едни избори за общински кмет, но има представители в редица местни общински съвети, най-много от тях в София – 12 души. След балотаж на 3 ноември 2019 г. кандидат-кметовете на „Демократична България“ печелят в 8 столични района: „Лозенец“, „Оборище“, „Красно село“, „Слатина“, „Овча купел“, „Триадица“, „Средец“ и „Студентски“.

### Парламентарни избори през април 2021 г.
На 4 април 2021 г. се провеждат парламентарни избори за Народно събрание в Република България. „Демократична България“ събира 9,45% от вота и с това си осигурява 27 народни представители в новия парламент.
Подкрепа
Председателят на партия ДОСТ – Лютви Местан, призовава симпатизантите си да гласуват за Демократична България.

### Резултати
| година       | избори               | гласове | %      | резултат |
| ------------ | -------------------- | ------- | ------ | -------- |
| 2019         | Европейски парламент | 118 484 | 6,06%  | 1 / 17   |
| април 2021   | Народно събрание     | 302 820 | 9,63 % | 27 / 240 |
| юли 2021     | Народно събрание     | 345 331 | 12,64% | 34 / 240 |
| ноември 2021 | Народно събрание     | 166 966 | 6,37%  | 16 / 240 |
| 2022         | Народно събрание     | 186 511 | 7,44%  | 20 / 240 |